# Ielîzavetka, Katerînopil
Ielîzavetka (în ucraineană Єлизаветка) este o comună în raionul Katerînopil, regiunea Cerkasî, Ucraina, formată numai din satul de reședință.

## Demografie
Componența lingvistică a comunei Ielîzavetka
     Ucraineană (98,72%)
     Rusă (1,28%)
Conform recensământului din 2001, majoritatea populației comunei Ielîzavetka era vorbitoare de ucraineană (98,72%), existând în minoritate și vorbitori de rusă (1,28%).